# Reynold Alleyne Nicholson
Reynold Alleyne Nicholson (geb. 19. August 1868 in Keighley, West Yorkshire; gest. 27. August 1945 in Chester) war ein britischer Orientalist, der sich schwerpunktmäßig mit der islamischen Mystik befasste und mehrere arabische und persische Schlüsseltexte des Sufismus edierte und ins Englische übersetzte, darunter auch den Masnawī des mystischen Dichters Dschalāl ad-Dīn ar-Rūmī (1207–1273).

## Leben

### Familiäre Prägung
Nicholson war Sohn von Henry Alleyne Nicholson, Professor für Naturgeschichte an der University of Aberdeen (gest. 1903). Als er am 18. August 1868 geboren wurde, war sein Vater noch als Wundarzt in Keighley tätig. Als Kind wurde Nicholson aber vor allem von seinem Großvater John Nicholson geprägt, einem Bibel-Gelehrten und Swedenborgianer, der Arabisch gelernt hatte, an der Universität Tübingen mit einer Dissertation über die Entstehung der Fatimiden-Dynastie promoviert worden war und eine Sammlung islamischer Handschriften besaß.

### Studium
Während seiner Schulzeit in Edinburgh und Aberdeen interessierte sich Nicholson vor allem für die klassischen Sprachen. 1887 kam er als pensioner ans Trinity College, Cambridge, wo er das Studium der Klassischen Philologie aufnahm und schon im ersten Jahr mit eigenen Versen den Porson Prize für griechische Dichtung gewann. 1889 schloss er den ersten Teil des Classical Tripos mit First Class ab und wurde zum Scholar seines Colleges ernannt. Danach verlegte er sich ganz auf das Studium der orientalischen Sprachen, so dass er den zweiten Teil des Classical Tripos 1891 auch nur noch in der dritten Klasse abschließen konnte. Im gleichen Jahr traf er erstmals mit Edward Granville Browne zusammen, bei dem er das Studium der persischen Sprache vertiefte. 1892 konnte er einen Tripos in indischen Sprachen mit First-Class-Auszeichnung erwerben. Während des Studiums spielte er mit großer Begeisterung Golf und trat 1888, 1890 und 1891 für Cambridge in Golf-Wettkämpfen mit Oxford an.
1893 wählte ihn das Trinity College zum Fellow, und er begann mit dem Studium des Arabischen bei William Robertson Smith. Seine große Leidenschaft blieb jedoch das Persische, und auch seine erste Veröffentlichung, die Edition und Übersetzung ausgewählter Gedichten aus Rūmīs Diwān-i Schams-i Tabrīzī im Jahre 1898, hatte einen persischen Text als Grundlage. Zeitweise hielt er sich zum Studium auch in Straßburg und Leiden auf.

### Leben und Tätigkeit als Wissenschaftler
Da 1901 sein Fellowship am Trinity College endete, verließ Nicholson mit großem Bedauern Cambridge, um den zu dieser nur sehr schlecht bezahlten Lehrstuhl für Persische Sprache am University College London zu übernehmen. Jedoch kehrte er schon ein Jahr später nach Cambridge zurück, um dort seinen früheren Lehrer Edward Browne, der zum Sir Thomas Adams's Professor of Arabic ernannt worden war, als Lecturer für Persisch nachzufolgen. 1903 heiratete er seine Cousine Cecilia Varty of Stagstones, und das Paar zog in ein Haus in der Harvey Road, in unmittelbarer Nähe zu Fenner's, dem Cricketfeld der Universität Cambridge.
In den Jahren bis 1926, in denen er weiter als Lecturer tätig war, veröffentlichte er die meisten seiner Studien, Editionen, Übersetzungen und Lehrbücher. 1907 entwickelte er den Plan für eine mehrbändige Geschichte des Sufismus, die in separaten Kapiteln folgende Themen behandeln sollte: 1. die asketische Bewegung; 2. Anfänge des Sufismus; 3. die frühen Sufis; 4. Theosophie und Pantheismus; 5. Die Schulen des Sufismus und ihre Gründer; 6. Sufische Askese; 7. Sufische Mystik. Allerdings hat Nicholson diesen Plan niemals verwirklicht, sondern nur eine kurze Einführung in die islamische Mystik für Laien (1914) sowie Essays (1921) und Vorträge (1923) zu bestimmten Einzelaspekten der islamischen Mystik veröffentlicht. In seiner Mußezeit schrieb Nicholson Gedichte, die er in den Zeitschriften Cambridge Review und Granta veröffentlichte. Eine Sammlung dieser Gedichte erschien 1911 unter dem Titel The Don and the Dervish.
1920 begann Nicholson mit der Materialsammlung für sein Hauptwerk, die achtbändige Edition und kommentierte Übersetzung von Rūmīs Masnawī. Auch seine Karriere machte in dieser Zeit wieder Fortschritte. 1922 wurde er zum Fellow der British Academy gewählt. Und als 1926 sein Lehrer Edward Browne starb, wurde ihm die Position des Sir Thomas Adams's Professor of Arabic übertragen. Diese Position füllte er bis zu seinem Eintritt in den Ruhestand im Jahre 1933 aus.
Die Übersetzung und Kommentierung der 25.000 Doppelverse von Rūmīs Masnawī nahm Nicholson noch bis zum Jahre 1940 in Anspruch. 1940 mussten die Nicholsons ihr Haus in der Harvey Road aufgeben. Vor den deutschen Bombenangriffen flohen sie an die Küste von Wales. Dort fand Nicholson noch die Zeit, eine kürzere Studie über den persischen mystischen Dichter Sanā'ī abzufassen, die 1943 in der Zeitschrift der Bombay Branch der Royal Asiatic Society veröffentlicht wurde. Im März 1945 war er bereits so krank, dass seine Frau, die ebenfalls in einem schlechten Gesundheitszustand war, ihn in ein Pflegeheim in Shrewsbury geben musste. Er starb am 27. August 1945 in einem Pflegeheim in Chester.
Nicholson war Träger der Goldmedaille der Royal Asiatic Society. Die Persische Akademie in Teheran hatte ihn noch kurz vor seinem Tod als Ehrenmitglied in ihre Reihen aufgenommen. Zu seinen wichtigsten Schülern gehörte der Orientalist Arthur John Arberry.

## Werke

### Studien
- "A historical enquiry concerning the origin and development of Ṣūfism, with a list of definitions of the term Ṣūfī and Taṣawwuf arranged chronologically" in Journal of the Royal Asiatic Society (1906) 303–348.
- A Literary History of The Arabs (1907), eine arabische Literaturgeschichte, die Nicholson als Begleitband zu Brownes Literary History of Persia anlegte.[18] In seiner Vorrede zu dem Buch äußerte er, dass ihn die literarische Seite des Themas mehr interessiere als die historische.[19] Digitalisat
- The Mystics of Islam (1914), Einführung in die islamische Mystik für ein breiteres Publikum, in der Nicholson ein Teil des Textmaterials verarbeitete, das er in den vorangehenden 20 Jahren gesammelt hatte.[20] Digitalisat
- Studies in Islamic Mysticism (1921), Sammlung von Essays über Abū Saʿīd-i Abū l-Chair, die Idee des vollkommenen Menschen bei ʿAbd al-Karīm al-Dschīlī und die Tāʾīya von Ibn al-Fārid. Digitalisat
- Studies in Islamic Poetry (1921). Im ersten, kürzeren Teil liefert Nicholson eine Zusammenfassung der persischen Anthologie Lubāb al-Albāb von ʿAufī (gest. 1230), im zweiten Teil befasst er sich mit den Gedichten des blinden syrischen Philosophen-Dichters Abū l-ʿAlāʾ al-Maʿarrī (973–1057). Digitalisat
- The Idea of Personality in Sufism: three lectures delivered in the University of London (1923), Vorträge, von denen der zweite einen Augenzeugenbericht über die Hinrichtung von al-Hallādsch (gest. 922) einschließt.[21] Digitalisat

### Editionen und Übersetzungen
- Selected poems from the Dīvāni Shamsi Tabrīz (1898), Edition und kommentierte Übersetzung ausgewählter Gedichte aus Rūmīs Diwān-i Schams-i Tabrīzī.
- The Tadhkiratu ʾl-awliyá (Memoirs of the saints) (1905/1907), zweibändige Edition der um 1200 abgefassten sufischen Biographiensammlung Taḏkirat al-auliyāʾ des persischen Dichters Fariduddin Attar. Digitalisat des ersten Bandes, Digitalisat des zweiten Bandes
- The Kashf al-maḥjúb, the oldest Persian treatise on ṣufism by ʿAlí B. ʿUthmán al-Jullábí al-Hujwírí (1911), E. J. W. Gibb Memorial Series 17, englische Übersetzung des Hauptwerks des persischen Mystikers Hudschwīrī. Digitalisat
- The Tarjumán al-ashwáq: a collection of mystical odes (1911), Edition und englische Zusammenfassung des Gedichtes Tarǧumān al-ašwāq von Muhyī d-Dīn Ibn ʿArabī (1165–1240). Digitalisat
- The Kitab al-Luma, an Arabic treatise on mysticism (1915), kritische Edition des arabischen sufischen Handbuchs Kitāb al-Lumaʿ fī t-taṣauwuf von Abū Nasr as-Sarrādsch (gest. 988-89) mit englischer Zusammenfassung seines Inhalts. Digitalisat
- The Secrets of the Self Asrár-i-khudi: a philosophical poem (1920), Übersetzung des persischen Gedichts Asrār-i chudī von Muhammad Iqbal, in dem dieser seine religiöse und politische Philosophie entwickelt. Digitalisat
- Translations of Eastern Poetry and Prose (1922) Anthologie arabischer und persischer Dichtung und Prosa in englischer Übersetzung. Digitalisat
- The Mathnawí of Jalálu'ddín Rúmí (1925–1940), kritische Edition und kommentierte englische Übersetzung des Masnawī von Dschalāl ad-Dīn ar-Rūmī in acht Bänden mit insgesamt 4.000 Seiten.
- Tales of mystic meaning being selections from the Mathnawī of Jalal-ud-Din Rumi (1931), übersetzte Auszüge aus Rūmīs Masnawī.

### Arabisch-Lehrbuch
Zusammen mit Frederic Du Pre Thornton brachte Nicholson ein vierbändiges Arabisch-Lehrbuch heraus:
- Elementary Arabic, a Grammar (1905), arabische Grammatik; Digitalisat der Ausgabe 1919
- Elementary Arabic, First Reading-Book (1907); Digitalisat
- Elementary Arabic, Second Reading-Book (1909); Digitalisat
- Elementary Arabic, Third Reading-Book (1911). Digitalisat

### Handschriftenkataloge
- A descriptive catalogue of the oriental mss. belonging to the late E. G. Browne (1932), Katalog der nachgelassenen orientalischen Handschriften von Edward Granville Browne.